# محوطه رئیس تقی
محوطه رئیس تقی مربوط به سدهٔ ۱۰ ه.ق تا کنون است و در شهرستان بهبهان، بخش مرکزی، دهستان حومه، قبل از مجتمع ساحلی خارستان، ۴۰۰ متری غرب روستای رئیس تقی واقع شده و این اثر در تاریخ ۱ مرداد ۱۳۸۶ با شمارهٔ ثبت ۱۹۲۵۰ به‌عنوان یکی از آثار ملی ایران به ثبت رسیده است.